# Niździn
Niździn – wieś sołecka w Polsce, położona w województwie mazowieckim, w powiecie płockim, w gminie Mała Wieś.
| SIMC    | Nazwa        | Rodzaj     |
| ------- | ------------ | ---------- |
| 0570810 | Duplice      | część wsi  |
| 1059900 | Złodziejówka | przysiółek |

W latach 1975–1998 wieś administracyjnie należała do województwa płockiego.